# Edvina
Az Edvina az Edvin férfinév női párja.

## Gyakorisága
Az 1990-es években szórványos név, a 2000-es években nem szerepel a 100 leggyakoribb női név között.

## Névnapok
- október 4.[2]
- október 12.[2]